# Франц Брендель
Франц Брендель (нім. Karl Franz Brendel; нар. 26 листопада 1811 року, Штольберг, Гарц — пом. 25 листопада 1868 року, Лейпциг) — німецький музикознавець та музичний критик, відомий перш за все як редактор Нової музичної газети.

## Біографія
Був сином Кристіана Фридиріха Бренделя (нім. Christian Friedrich Brendel), відомого німецького гірського інженера. Навчався у Лейпцизькому університеті, Берлінському університеті та Університеті Фрайбурга до 1840 року. У 1846 році почав викладати історію музики в Лейпцизькій консерваторії.
Виступав як пропагандист творчості Ріхарда Вагнера і Ференца Ліста, сформулювавши ідею про «нову німецьку школу», що складається навколо цих двох композиторів. Автор книги «Нарис історії музики» (нім. Grundzüge der Geschichte der Musik, 1852), також опублікував книгу «Ліст як симфоніст» та ін.
Був головним редактором Нової музичної газети, змінивши на цій посаді у 1845 році Роберта Шумана після його смерті (1844) і залишався на ній до власної смерті у 1868 році. Серед іншого опублікував в газеті скандально відому згодом (але не дуже помічену при першій публікації) статтю Вагнера «Єврейство в музиці» (1850).